# Богдановка (Волновахский район)
Богдановка (укр. Богданівка) — село на Украине, находится в Волновахском районе  Донецкой области.
Код КОАТУУ — 1421584002. Население по переписи 2001 года составляет 90 человек. Почтовый индекс — 85734. Телефонный код — 6244.

## Адрес местного совета
85734, Донецкая область, Волновахский р-н, с. Николаевка, ул.Ленина, 36 а